# Нью-Йоркський кінофестиваль
Нью-Йо́ркський кі́нофестива́ль (англ. New York Film Festival, NYFF) — щорічний кінофестиваль у Нью-Йорку, США, що проводиться восени (вересень-жовтень), один із найпрестижніших та найдавніших неконкурсних кінофестивалів.

## Історія
Заснований у 1963 році кінознавцями Ричардом Родом та Амосом Фогелем за підтримки президента Лінкольн-центру Вільяма Шумана.
Перший фільм, показаний на фестивалі 10 вересня 1963 року, — фантасмагорична трагікомедія Луїса Бунюеля «Ангел-винищувач».

## Програма
У програму заходів фестивалю входять перегляди та обговорення 20—30 фільмів, конференції та зустрічі з глядачами (панелі).
Фільми на фестиваль добирає спеціальний постійний комітет на чолі з директором (від 2013 року — Кент Джонс). Попри відсутність премій та переможців, негласними лідерами є фільми, які показують на відкритті та закритті фестивалю.

## Час проведення фестивалю
- У 2008 році — 26 вересня-12 жовтня — 46-й

- У 2013 році — 27 вересня-13 жовтня — 51-й
- У 2014 році — 26 вересня-12 жовтня — 52-й
- У 2015 році — 25 вересня-11 жовтня — 53-й
- У 2016 році — 30 вересня-16 жовтня — 54-й

- У 2018 році — 28 вересня-14 жовтня — 56-й
- У 2019 році — 27 вересня-13 жовтня — 57-й
- У 2020 році — 17 вересня-11 жовтня — 58-й